# 薩韋納赫
薩韋納赫（Salvenach）是瑞士的城鎮，位於該國西部，由弗里堡州負責管轄，面積3.81平方公里，海拔高度561米，2011年人口486，七成人口信奉基督教，人口密度每平方公里128人。

## 外部連結
- Official website （页面存档备份，存于） （德文）

46°55′N 7°09′E / 46.92°N 7.15°E